# 衛藤浩一
衛藤 浩一（えとう こういち、1963年6月8日 - ）は、日本のドラム奏者。THE GOOD-BYEのドラマー、ボーカル。フォトグラファー。大分県出身。身長・160cm、体重・47kg、血液型・AB型。 既婚。一女の父。 愛称は「こーちゃん」、「スマープ」。

## 来歴・人物
- 大分市立城南中学校、大分県立大分工業高等学校卒業。音楽活動は高校時代に始める。すぐに才能が開花し、ドラマーとしての頭角を現す。その腕を買ったギタリストの稲葉政裕と共に福岡県でルームシェアをして生活し[3]、プロデビューの足掛かりを模索していた。福岡ではヤマハ音楽教室でインストラクターをしていた。
- たのきんトリオの野村義男をバンド形態でデビューさせるためのオーディションが行われることになった。衛藤の知人が履歴書を送付[4]。1982年4月に行われた最終選考まで残り、ジャニー喜多川らの前で演奏して合格。しかし、いざとなると怖気づいてしまい一度は九州に戻ってしまった[4]。その後、周囲に背中を押されて上京し、ジャニーズ事務所（ジャニーズ出版）所属アーティストとして契約。事務所が借りていた港区六本木のアパートで生活を始める。
当初バンド名は「ヨッちゃんBAND」→「野村義男＆The Good-Bye」であったがレコード発売前に「THE GOOD-BYE」に改められる。
- 1983年9月1日、THE GOOD-BYEのドラマーとしてプロデビュー。当初はドラム演奏だけであったが、アルバムやライブでリードボーカルもとるようになる（メンバー全員）。THE GOOD-BYEは1990年4月1日に活動休止したが、デビュー20周年となる2003年に活動を再開。以後、不定期ながらライブ活動をしており、衛藤もドラマーとして参加している。
- 1990年以降、スタジオワークをはじめ、多くのレコーディングに参加。また、セッションライブにも多々参加している。
- 音楽活動の他に、ナレーター、フォトグラファーの顔を持つ。また、音楽・映像・画像の総合プロデューサーとしても活動。
- 2011年初めから月に一回『えとーBAR』というイベントをファンキー末吉が経営していたライブハウス「Live Bar X.Y.Z.→A」で開催していた（同店は2017年5月31日に閉店）。音楽ライブではなく、衛藤自らが店のカウンターに入り、故郷の郷土料理を作り、地酒なども用意して、客をもてなす主旨のイベントであった。
- 2023年6月8日、還暦を祝うライブ『わをん〜あpresents 衛藤浩一バースデー&還暦ライブ！THE GOOD-BYEの持ち歌全て歌います！！』を新中野 LIVE CAFE 弁天にて開催した。

## ジャニーズ時代の参加ユニット
- THE GOOD-BYE

## その他の参加ユニット
衛藤はいずれもドラマーとして参加
- JABBAとマニファクチャー（Gt：野村義男、B:渡辺英樹、Key：野口久和）
- シュガー・B （シュガー・ボーイズ）
- THE C-C-BYE（Gt：野村義男、B:渡辺英樹、Key：田口智治）
- 加賀屋エトランゼ（加賀八郎とのユニット）
- ヒデ屋モドランゼ（渡辺英樹とのユニット）
- 五野姫（Gt：野村義男、Gt：加賀八郎、B:渡辺英樹、Key：力石理江）
- シャバダバンド
- BAB（加賀八郎とのユニット）
- OTOKO-BYE（Gt：加賀八郎、Gt：成田昭次）
- ガムガムブラザース2（B：和佐田達彦、Tp/Gt：寺内茂、Key：半田すなお、Vo：池沢理美）
- わをん〜あ（Vo：DIOKEN、Gt：丸山正剛、B：仮谷克之、Key：田村麻実）

## ディスコグラフィー

### 「BAB」名義作品
ミニアルバム
1. 「BAB」（2008年6月8日）
2. 「黄金色した憎いヤツ！」（2009年4月30日）

### 参加作品
- We Love Bakufu Slump（2011年12月25日） - ファンキー末吉プロデュースの爆風スランプトリビュートアルバム。曾我泰久が歌った「それから」のコーラスで、加賀八郎と共に参加

## メディア出演
テレビ
- クイズ!脳ベルSHOW（2021年3月3日・4日、BSフジ）

ラジオ
- 野村義男のフレッシュミュージシャン（USEN）
- エンタメ☆ワールド （2016年6月17日、FMレキオ）
- 竹内藍のAiTube（2017年12月19日、2019年9月10日、2020年6月2日、渋谷クロスFM） ※インターネットラジオ。ゲスト出演
- EMOTIONAL BEAT 〜野村義男の好きで何が悪い？〜（2020年5月2日、レインボータウンFM）

ナレーション
- 東京ガス「タフジェット」『みんなのタフジェット篇』 ※ラジオCM
- 花王「ビオレ・パーフェクトオイル」
- マクドナルド - 「TOKIO HOT 100」（J-WAVE）で2009年から2010年に放送された連続ラジオドラマCM。野村義男と共演